# منحنی سنجه
در آب‌شناسی، منحنی سنجه رودخانه یکی از مشخصه‌های مهم رودخانه در یک مقطع معین است و عبارت است از رابطه بین سطح تراز آب  از یک مبنا به مقدار بده یا دبی رودخانه در همان مقطع.